# Grotte de Furninha
La grotte de Furninha (aussi connue sous le nom de grotte de Dominique) est une grotte située sur le versant sud de la péninsule de Peniche, au Portugal. Elle donne sur la mer, entre la forteresse de Peniche et le cap Carvoeiro.
Cette grotte est le site préhistorique le plus occidental d'Europe. Elle fut occupée par l'Homme de Néandertal au Paléolithique moyen et par Homo sapiens à la fin du Néolithique,.

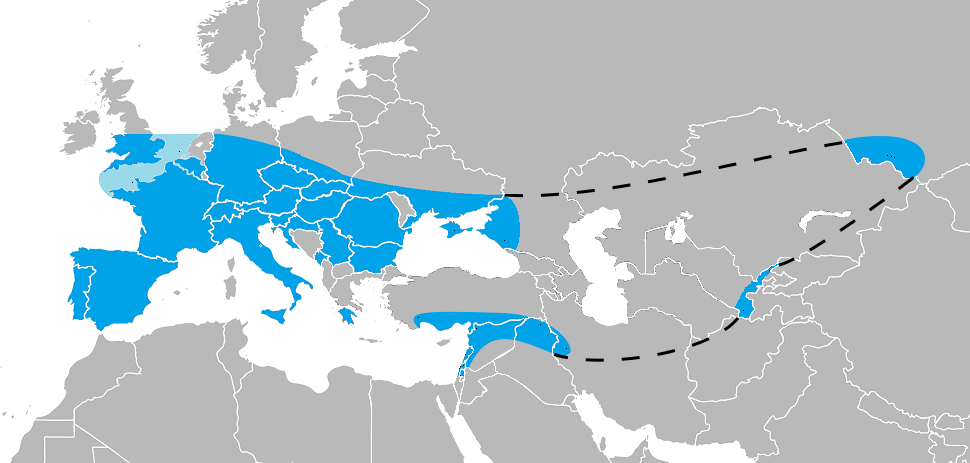
Extension géographique de l'Homme de Néandertal

## Historique
La grotte de Furninha fut explorée par l'archéologue portugais Nery Delgado vers 1880. C'était l'un des premiers sites néandertaliens découverts dans la Péninsule Ibérique.
Les fouilles de Nery Delgado ont mis au jour des fossiles de faune du Pléistocène moyen, ainsi que des vestiges humains laissés au Paléolithique moyen par Néandertal, et à la fin du Néolithique par Homo sapiens.
Delgado rapporta des traces d'anthropophagie par les Néandertaliens de Furninha. Malgré la proximité de la mer, c'était principalement des chasseurs et non des pêcheurs,.
Après les fouilles de Nery Delgado et pendant plus d'un siècle, la grotte a été abandonnée, malgré les appels persistants aux autorités locales pour tenter de préserver et promouvoir Furninha en tant que site préhistorique et patrimoine culturel.

## Géologie et flore
L'observation attentive de nombreuses photographies de l'intérieur de la grotte prises par des géologues révèle l'existence d'un fin manteau de flore, peut-être en relation intime avec des champignons, montrant des couleurs intenses, avec prédominance de zones vertes, jaunes et rouges, peut-être un écosystème unique : microfaune spécifique, moineaux minuscules, petits corps verdâtres, un ensemble singulier qui n'a encore fait l'objet d’aucune étude.
Les parois de la grotte semblent couvertes de nutriments produits par le mélange des eaux de pluie qui tombent à travers l'évent de la voute avec les gouttelettes d'eau de mer qui envahissent la grotte, portées par le vent les jours de tempête. Ces éléments sont représentés dans le long métrage Arribas (Falaises) du réalisateur portugais Ricardo Costa.

## Conservation des vestiges
Presque toute la collection rassemblée par Nery Delgado a été déposée dans un musée de Lisbonne.

## Visites
Depuis aout 2017, après un nettoyage des abords, l'accès à la grotte est signalé sur les falaises environnantes.

## Furninha dans la tradition orale
La grotte est également connue sous le nom de « Grotte de Dominique ». Selon la tradition orale, Dominique était le nom d'un voleur solitaire qui s'y cachait.
Elle est aussi associée à la Légende d'un amour à Peniche, préfigurée au XVIe siècle par Dona Leonor, la belle jeune fille d'un gentilhomme assez riche, qui s'opposait à la passion qu'elle avait pour Don Rodrigo, le fils d'une famille noble rivale. Certaines personnes appellent aussi Passos de Dona Leonor les plates-formes inférieures des falaises environnantes, puisque la dame s'y rendait souvent, à des jours déterminés, pour la visite de son amant. Celui-ci s’était réfugié comme moine dans le Fort de São João Baptista dans l'île Berlenga Grande, à six milles de distance, pour échapper à la fureur du père jaloux (ou pour être éloigné de Leonor comme punition ordonnée par le gentilhomme, dans une version différente de la légende). Les amants fixent un rendez-vous pour un certain jour, mais Rodrigo arrive plus tard que prévu car la mer est agitée. Désespérée, supposant qu'il ne la rejoindra plus jamais, Leonor saute dans l'eau et meurt noyée. Quand Rodrigo arrive, il voit son corps flotter dans la nuit, entourée de sa veste blanche. L'embrassant, il se laisse couler avec elle dans les vagues qui roulent.